# Taeniastrotos californiensis
Taeniastrotos californiensis är en kräftdjursart som beskrevs av R. Cressey 1969. Taeniastrotos californiensis ingår i släktet Taeniastrotos och familjen Taeniacanthidae. Inga underarter finns listade i Catalogue of Life.